# Vaughan Charles Richard Dewing
Vaughan Charles Richard Dewing (* 5. Mai 1933 in Queenstown) ist ein ehemaliger südafrikanischer Journalist und Botschafter.

## Leben
Vaughan Charles Richard Dewing ist der Sohn von Charles Robert Dewing. Er heiratete 1969 Carol Ann Jerome; sie haben zwei Töchter. Vaughan Charles Richard Dewing besuchte das Queens College in Queenstown.
Von 1951 bis 1955 war er Journalist bei der Tageszeitung The Star. Von 1955 bis 1956 wurde er bei JWT in Johannesburg beschäftigt. Von 1956 bis 1957 besuchte er das Vox Language Institut in Madrid.  1957 besuchte er die American School of Languages in Istanbul. Von 1958 bis 1960 studierte er Kerntechnik in London, von 1960 bis 1965 war er Presseattaché an der Botschaft in London. 1966 wurde er bei der südafrikanischen Mission beim UN-Hauptquartier beschäftigt. Von 1966 bis 1968 leitete er den Information Service of S.A. in New York City.
1969 wurde er in Buenos Aires beschäftigt. 1972 leitete er die S.A. Embassy Information Centers in La Paz, Santiago de Chile, Asunción und Montevideo. 1973 wurde er in Johannesburg beschäftigt.
1976 war er Gesandtschaftsrat für Informationen in Ottawa und in der Abteilung Information in Pretoria. 1981 war er stellvertretender Abteilungsleiter. 1984 war er Gesandtschaftsrat für Informationen in Madrid. Von 1986 bis 1989 war er Generalkonsul in Hongkong. Von 1989 bis 1992 leitete er die Öffentlichkeitsarbeit des Außenministeriums.
Von 1993 bis 1994 war er Botschafter in Montevideo und war bei den Regierungen in La Paz, Santiago de Chile, Asunción und Buenos Aires akkreditiert.
| Vorgänger | Amt                                                      | Nachfolger |
| --------- | -------------------------------------------------------- | ---------- |
| G. C. Nel | Südafrikanischer Botschafter in Montevideo 1993 bis 1996 | —          |